# Luise Fleck
Luise Fleck (născută Veltée, n. 1 august 1873, Viena, Austro-Ungaria – d. 15 martie 1950, Viena, Zonele aliate de ocupație din Austria) a fost o regizoare austriacă. Este cunoscută și ca Luise Kolm sau Luise Kolm-Fleck. Este considerată a doua regizoare de filme din lume după Alice Guy-Blaché. Fiul ei, Walter Kolm-Veltée, a fost, de asemenea, un regizor de film remarcabil.

## Filmografie
- Die Glückspuppe (1911)
- The Wedding of Valeni (1914)
- The Priest from Kirchfeld (1914)
- With Heart and Hand for the Fatherland (1915)
- On the Heights (1916)
- The Tragedy of Castle Rottersheim (1916)
- The Vagabonds (1916)
- Summer Idyll (1916)
- With God for Emperor and Empire (1916)
- The Stain of Shame (1917)
- Lebenswogen (1917)
- The Black Hand (1917)
- In the Line of Duty (1917)
- The Spendthrift (1917)
- Rigoletto (1918)
- Double Suicide (1918)
- Don Cesar, Count of Irun (1918)
- The Ancestress (1919)
- The Master of Life (1920)
- Eva, The Sin (1920)
- Let the Little Ones Come to Me (1920)
- Doctor Ruhland (1920)
- Trance (1920) aka Anita
- The Dancing Death (1920)
- The Voice of Conscience (1920)
- The Priest from Kirchfeld (1926)
- The Orlov (1927)
- A Girl of the People (1927)
- The Prince's Child (1927)
- Flirtation (1927)
- The Beggar Student (1927)
- The Merry Vineyard (1927)
- Doctor Schäfer (1928)
- The Beloved of His Highness (1928)
- Yacht of the Seven Sins (1928)
- The Little Slave (1928)
- The Most Beautiful Woman in Paris (1928)
- His Majesty's Lieutenant (1929)
- The Happy Vagabonds (1929)
- The Tsarevich (1929)
- Crucified Girl (1929)
- The Right to Love (1930)
- When the Soldiers (1931)
- The Priest from Kirchfeld (1937)